# 孔特雷格利斯
孔特雷格利斯（法語：Contréglise，法語發音：[kɔ̃tʁeɡliz]）是法国上索恩省的一个市镇，属于沃苏勒区。

## 地理
孔特雷格利斯（47°49'34"N, 6°2'13"E）面积9.61 平方千米，位于法国勃艮第-弗朗什-孔泰大區上索恩省，该省份为法国东部内陆省份，北起顺时针与孚日省、贝尔福地区省、杜省、汝拉省、科多尔省和上马恩省接壤。
与孔特雷格利斯接壤的市镇（或旧市镇、城区）包括：萨蓬库尔、比菲涅库尔、波兰库尔和克莱尔方丹。

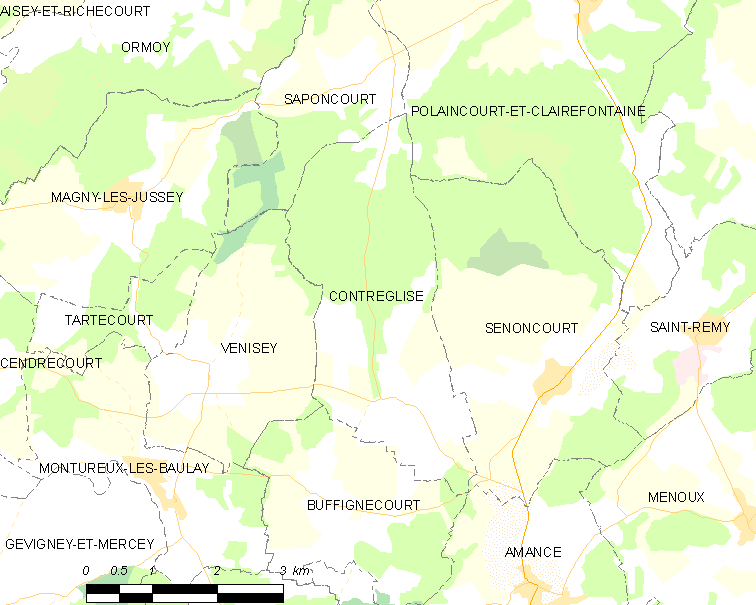
孔特雷格利斯的OSM定位图

孔特雷格利斯的时区为UTC+01:00、UTC+02:00（夏令时）。

## 行政
孔特雷格利斯的邮政编码为70160，INSEE市镇编码为70170。

## 政治
孔特雷格利斯所属的省级选区为索恩港县。

## 人口

1962-2008年间孔特雷格利斯人口变化图示

孔特雷格利斯于2022年1月1日时的人口数量为113人。